# Правый кросс
«Правый кросс» (англ. Right Cross) — американский драматический фильм 1950 года режиссёра Джона Стёрджеса. В главных ролях снялись Джун Эллисон, Рикардо Монтальбан, Дик Пауэлл а также Мэрилин Монро в эпизодической роли.

## Сюжет
Джонни влюблён в дочь своего промоутера Пэт, и девушка отвечает ему взаимностью. Это становится трагедией для лучшего друга Джонни — репортёра Рика, который тоже без ума от Пэт. Рик медленно и верно спивается, частенько наведываясь в бар, чтобы иногда «снимать» приходящих туда девушек лёгкого поведения. Джонни, озабоченный взаимоотношениями их сложного любовного треугольника, понимает, что его друг в беде и как никогда нуждается в помощи…

## В ролях
| Актёр              | Роль            |
| ------------------ | --------------- |
| Джун Эллисон       | Пэт О'Мелли     |
| Дик Пауэлл         | Рик Гарви       |
| Рикардо Монтальбан | Джонни Монтерез |
| Мэрилин Монро      | Даски Ледью     |